# World Athletics Relays 2021 - Staffetta 4×400 metri femminile
Alle World Athletics Relays, la staffetta 4×400 metri femminile si è svolta tra il 1º e il 2 maggio presso lo Stadio della Slesia di Chorzów, in Polonia.

## Risultati

### Batterie
Le batterie si sono svolte il 1º maggio a partire dalle ore 19:00. Si qualificano alla finale le prime due squadre di ogni batteria (Q) e gli ulteriori due migliori tempi (q).

#### Batteria 1
La prima batteria si è corsa alle ore 19:00.
| Posizione | Paese    | Atleti                                                                    | Tempo   | Note                                     |
| --------- | -------- | ------------------------------------------------------------------------- | ------- | ---------------------------------------- |
| 1         | Polonia  | Kornelia Lesiewicz Małgorzata Hołub-Kowalik Kinga Gacka Natalia Kackmarek | 3'28"11 | Q                                        |
| 2         | Belgio   | Cynthia Bolingo Imke Vervaet Paulien Couckuyt Camille Laus                | 3'28"27 | Q                                        |
| 3         | Italia   | Raphaela Lukudo Eleonora Marchiando Petra Nardelli Ayomide Folorunso      | 3'30"04 | q                                        |
| 4         | Svizzera | Silke Lemmens Rachel Pellaud Veronica Vancardo Annina Fahr                | 3'34"85 | Miglior prestazione personale stagionale |
| 5         | Spagna   | Sara Gallego Laura Bueno Barbara Camblor Carmen Sánchez                   | 3'34"92 | Miglior prestazione personale stagionale |

#### Batteria 2
La seconda batteria si è corsa alle ore 19:11.
| Posizione | Paese       | Atleti                                                                    | Tempo   | Note                                     |
| --------- | ----------- | ------------------------------------------------------------------------- | ------- | ---------------------------------------- |
| 1         | Cuba        | Zurian Hechavarría Rose Mary Almanza Lisneidy Veitía Roxana Gómez         | 3'27"90 | Q                                        |
| 2         | Paesi Bassi | Eva Hovenkamp Eveline Saalberg Lisanne de Witte Femke Bol                 | 3'28"40 | Q                                        |
| 3         | Francia     | Amandine Brossier Sokhna Lacoste Shana Grebo Floria Gueï                  | 3'30"46 | q                                        |
| 4         | Kenya       | Gladys Musyoki Veronica Kamumbe Mutua Sylivia Chematui Chesebe Mary Moraa | 3'39"34 | Miglior prestazione personale stagionale |

#### Batteria 3
La prima batteria si è corsa alle ore 19:22.
| Posizione | Paese         | Atleti                                                                            | Tempo   | Note                                     |
| --------- | ------------- | --------------------------------------------------------------------------------- | ------- | ---------------------------------------- |
| 1         | Gran Bretagna | Ama Pipi Zoey Clark Jessie Knight Jessica Turner                                  | 3'28"83 | Q                                        |
| 2         | Germania      | Nadine Gonska Corinna Schwab Karolina Pahlitzsch Ruth Sophia Spelmeyer-Preuss     | 3'29"73 | Q                                        |
| 3         | Botswana      | Thomphang Basele Loungo Matlhaku Galefele Moroko Amantle Montsho                  | 3'34"99 | Miglior prestazione personale stagionale |
| 4         | Giappone      | Mayu Kobayashi Nanako Matsumoto Ayaka Kawata Asami Shintaku                       | 3'35"26 | Miglior prestazione personale stagionale |
| 5         | Cile          | Stephanie Saavedra Maria José Echeverria Poulette Cardoch María Fernanda Mackenna | 3'41"28 | Miglior prestazione personale stagionale |

### Finale
La finale si è disputata a partire dalle ore 20:26 del 2 maggio.
| Pos. | Paese         | Atleti                                                                          | Tempo   | Note |
| ---- | ------------- | ------------------------------------------------------------------------------- | ------- | ---- |
| 1    | Cuba          | Zurian Hechavarría Rose Mary Almanza Lisneidy Veitía Roxana Gómez               | 3'28"41 |      |
| 2    | Polonia       | Kornelia Lesiewicz Małgorzata Hołub-Kowalik Karolina Łozowska Natalia Kaczmarek | 3'28"81 |      |
| 3    | Gran Bretagna | Laviai Nielsen Ama Pipi Emily Diamond Jessie Knight                             | 3'29"27 |      |
| 4    | Paesi Bassi   | Eva Hovenkamp Lisanne De Witte Femke Bol Lieke Klaver                           | 3'30"12 |      |
| 5    | Italia        | Raphaela Lukudo Eleonora Marchiando Petra Nardelli Ayomide Folorunso            | 3'32"69 |      |
| 6    | Germania      | Nadine Gonska Corinna Schwab Karolina Pahlitzsch Ruth Sophia Spelmeyer-Preuß    | 3'33"00 |      |
| 7    | Belgio        | Paulien Couckuyt Hanne Maudens Margo van Puyvelde Camille Laus                  | 3'37"66 |      |
| 8    | Francia       | Sounkamba Sylla Brigitte Ntiamoah Kellya Pauline Kalyl Amaro                    | 3'40"58 |      |